# Circuito callejero de Berlín
El Circuito callejero de Berlín es un circuito urbano localizado en el bulevar Karl-Marx-Allee de la ciudad de Berlín, Alemania, donde corre el campeonato de Fórmula E desde la Temporada 2015-16 de Fórmula E. La pista es de 2.03 km de longitud y cuenta con 11 curvas y chicanas.

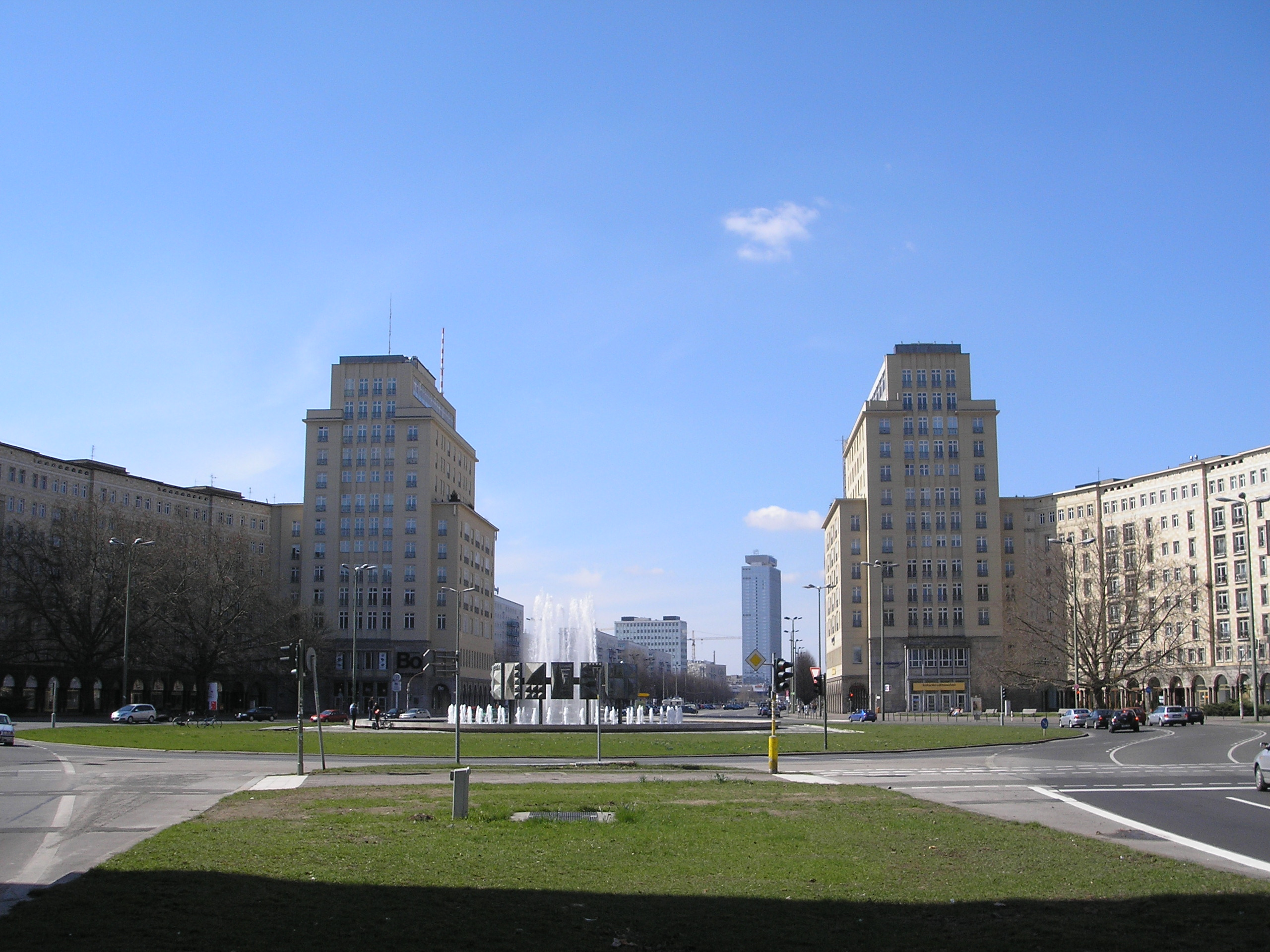
Strausberger Platz, forma parte del Circuito callejero de Berlín.

## Ruta
La ruta pasa por Karl-Marx-Allee hacia el oeste, donde después del inicio describe una curva cerrada a la izquierda y conduce a Strausberger Platz. Aquí hay una chicane de izquierda a derecha antes de que la ruta gire a la derecha en la rotonda hacia Lichtenberger Straße en dirección sur. Hay dos curvas de 90 grados a la izquierda antes de que la ruta vuelva a pasar por la rotonda, que sale en dirección norte hacia la Plaza de las Naciones Unidas. A los pocos metros hay otra curva cerrada a la izquierda, que vuelve a conducir el recorrido hasta la rotonda, desde donde gira nuevamente hacia el este por Karl-Marx-Allee.